# Gymnelema incanescens
Gymnelema incanescens är en fjärilsart som beskrevs av Butler. Gymnelema incanescens ingår i släktet Gymnelema och familjen säckspinnare. Inga underarter finns listade i Catalogue of Life.